# ГЕС Кадинджик 2
ГЕС Кадинджик 2 (тур. Kadıncık 2 Barajı) — гідроелектростанція на півдні Туреччини. Знаходячись після ГЕС Кадинджик 1, становить нижній ступінь каскаду на річці Кадинджик, лівій притоці Тарсус-Чай, яка впадає до Середземного моря біля міста Мерсін.
У межах проєкту річку перекрили бетонною водозабірною греблею висотою 15 метрів, яка спрямовує ресурс до прокладеного через лівобережний масив дериваційного тунелю довжиною 6,1 км. Він переходить у водовід завдовжки 1,4 км, який спускається по схилу до машинного залу, розташованого вже на лівому березі Тарсус-Чай за один кілометр після впадіння Кадинджик. На трасі водоводу також розташований запобіжний балансувальний резервуар баштового типу.
Основне обладнання станції становить одна турбіна типу Френсіс потужністю 56 МВт, яка повинна забезпечувати виробництво 307 млн кВт·год електроенергії на рік.